# Посёлок совхоза «2-я Пятилетка»
Совхо́за «2-я Пятиле́тка» — посёлок в Лискинском районе Воронежской области.
Административный центр Степнянского сельского поселения.

## Население
| 2010 |
| ---- |
| 1161 |

## Улицы
| - ул. 50 лет Победы, - ул. Зелёная, - ул. Луговая, - пер. Мира, - ул. Мира, - ул. Молодёжная, | - ул. Новосёлов, - ул. Первомайская, - ул. Полевая, - ул. Приовражная, - пер. Приовражный, - ул. Рабочая, | - ул. Садовая, - ул. Свободы, - ул. Советская, - ул. Степная, - ул. Центральная. |

## Инфраструктура
В посёлке имеется муниципальное учреждение культуры «Дом культуры посёлка совхоза „2-я пятилетка“».

## Известные уроженцы
- Межов, Вячеслав Егорович (1941—2016) — советский и российский учёный в области вычислительной техники. Доктор технических наук.